# Henri Skiba
Henri Skiba (* 14. Juli 1927 in Beuthen O.S. als Heinrich Skiba; † 11. März 2018 in Limoges) war ein Fußballer, der sich als Spieler insbesondere in Frankreich einen Namen gemacht hat. Als Trainer betreute er in der Schweiz mehrere Nationalliga-A-Vereine.

## Spielerkarriere

### In seinen Vereinen
Der im seinerzeit deutschen Oberschlesien geborene Heinrich Skiba spielte als Jugendlicher für Beuthener SuSV 09 Fußball. Am Ende des Zweiten Weltkriegs wurde er als Soldat im niederbayrischen Deggendorf aus der Kriegsmarine entlassen, wo er anschließend – wohl ab 1946 – für die dortige SpVgg antrat, bei der er sich zusätzlich auch in der Boxabteilung betätigte; beruflich arbeitete er als Büromaschinenmechaniker. Dort fiel der rotblonde Innenstürmer Ende 1949 bei einem Freundschaftsspiel gegen die Altliga-Elf des 1. FC Nürnberg dank seiner enormen Torgefährlichkeit auf und wurde von den Franken prompt an den „Zabo“ geholt. Aufgrund von Umstellungsproblemen und in einer insgesamt für den Club „verkorksten Saison“ kam er allerdings in der Rückrunde 1949/50 nur bei zwei Oberliga-Süd-Punktspielen zum Einsatz.
Anschließend zog Skiba weiter nach Westen und fand im französischen Erstdivisionär FC Nancy einen neuen Arbeitgeber. Auch dort hatte er Anfangsschwierigkeiten zu überwinden und brachte es nur zu zehn Ligaspielen. In einer Angriffsreihe mit Léon Deladerrière und Roger Piantoni gelang ihm dabei noch kein Nachweis seiner Torgefährlichkeit; deshalb wechselte er am Saisonende zum Zweitligisten RCFC Besançon. In der Franche-Comté entwickelte er sich endgültig zu einem „ausdauernden Kämpfer, hart bis an die Schmerzgrenze und technisch nicht eben begnadet, aber von unbedingtem Siegeswillen“ und schließlich auch im Abschluss erfolgreich, wie die Vereinszeitschrift seiner ehemaligen Nürnberger im Oktober 1952 vermeldete:

„Die Eintagsfliege im Sturm des 1. FCN, der Oberschlesier Skiba, scheint sich jenseits des Rheins zu machen. Er ist ein bekannter Torjäger geworden, man rechnet in Besancon [sic!] mit seiner Einstellung als Mittelstürmer in die französische Nationalmannschaft.“

In Frankreich galt er – klischeehaft − als „harter, handfester Typ, der während des Krieges die Schrecken des Waffengebrauchs und der Gewaltmärsche kennengelernt hatte“. Und nach seinem Tod äußerte ein Spieler, den Skiba trainiert hatte: „Egal, ob es heiß oder eisig war, er erschien stets in kurzen Hosen. … [Als Spieler soll] er mit dem Kopf zum Ball gegangen sein, wo andere nicht mal mit dem Fuß hingegangen wären.“
1953 kehrte Henri Skiba deshalb in die höchste Liga zurück, wo er beim bis dato eher defensiv ausgerichteten Aufsteiger AS Monaco neben Roger Vandooren die Sturmspitze besetzte. In seiner ersten Saison dort belegte er mit 14 Treffern den achten Rang der Ligatorjägerliste. Einen Meistertitel oder einen Pokalsieg konnte er mit den Monegassen aber ebenso wenig gewinnen wie mit seinem folgenden Verein, dem RC Strasbourg, bei dem er ab 1955 unter den Trainern Oscar Heisserer bzw. Henri Roessler gemeinsam mit Ernst Stojaspal und Lucien Muller stürmte.
Als die Elsässer 1957 absteigen mussten, holte ihn Kader Firoud, der langjährige Übungsleiter von Olympique Nîmes, wieder in Frankreichs Süden. Dort hatte Henri Skiba seine erfolgreichste Zeit, profitierte insbesondere auch vom Zusammenwirken mit zwei anderen torgefährlichen Stürmern, nämlich Hassan Akesbi und Bernard Rahis: er wurde mit Nîmes dreimal in Folge Vizemeister, stand 1958 im Pokalendspiel – an Frankreichs „Übermannschaft“ jener Jahre, Stade Reims, war allerdings kein Vorbeikommen –, schoss sich zweimal auf vordere Plätze der Division-1-Torjägerliste (1958 Rang 9 mit 15, 1959 Rang 6 mit 19 Treffern) und debütierte, nachdem er 1958 die französische Staatsbürgerschaft angenommen hatte, 1959 auch in der A-Nationalelf (siehe unten). Dennoch wechselte Skiba nach drei Jahren zum ambitionierten Zweitligisten FC Sochaux, mit dem er 1961 auch aufstieg und anschließend noch kurze Zeit in der Division 1 spielte.
Im Herbst 1961 zog es den 34-Jährigen zum Hauptstadtklub Stade Français. Eines seiner Tore für SF ging sogar als meisterschaftsentscheidend in die französische Ligageschichte ein, nämlich der 1:0-Siegtreffer am letzten Spieltag der Saison 1961/62 – ein „tragisches Tor“ ausgerechnet gegen den Tabellenführer aus Nîmes, seinen früheren Verein, der dadurch noch auf den dritten Platz abrutschte. Nach dem Spiel ging er zu seinen ehemaligen Kameraden in Nîmes' Umkleidekabine und entschuldigte sich bei deren Trainer Firoud:

„Kader, was hätte ich anderes tun können? Du kennst mich gut und weißt, dass ich nicht betrügen kann. Dabei hätte ich mich so gefreut, wenn ihr Meister geworden wäret!“

Skibas neue Mannschaft gelangte trotz einer Vielzahl von offensiven Nebenleuten wie Raymond Bellot, Antoine Bonifaci, Philippe Gondet, Charly Loubet oder Édouard Stachowitz („Stako“) allerdings weder 1962 noch 1963 über einen Platz im Tabellenmittelfeld hinaus.
Deshalb verließ er Frankreich 1963 nach insgesamt 293 D1-Spielen mit 109 Treffern und arbeitete anschließend beim Schweizer A-Nationalligisten FC La Chaux-de-Fonds, die ersten beiden Saisons als Spielertrainer. Dort gewann er 1964 endlich auch einen nationalen Meistertitel und führte seine Elf zudem in das Pokalendspiel, in dem Gegner Lausanne-Sports allerdings das bessere Ende für sich hatte. So kam Skiba spät in seiner Laufbahn auch noch einmal zu internationalen Einsätzen. Im September 1964 gelang La Chaux-de-Fonds „die Überraschung der [ersten] Runde“ des Europapokals der Landesmeister, als sich die Westschweizer gegen die AS Saint-Étienne mit 2:2 und 2:1 durchsetzten – woran „mit Henri Skiba ausgerechnet ein Franzose großen Anteil hatte“, dessen Ausgleichstreffer im gewonnenen Rückspiel die Begegnung zugunsten seiner Elf drehte. Der Gegner der folgenden Runde, der spätere Finalist Benfica Lissabon, war allerdings eine Nummer zu groß für den FCC, der nach 1:1 und 0:5 ausschied.
1965, kurz vor seinem 38. Geburtstag, beendete Henri Skiba seine Spielerkarriere.

#### Stationen
- Beuthener SuSV 09 (als Jugendlicher)
- 1946(?)–1949: SpVgg Deggendorf
- 1949/50: 1. FC Nürnberg (2 Oberliga-Spiele/0 Tore)
- 1950/51: FC Nancy (10 D1-Einsätze/0 Treffer)
- 1951–1953: Racing Besançon (in D2)
- 1953–1955: AS Monaco (47/18)
- 1955–1957: Racing Strasbourg (63/19)
- 1957–1960: Olympique Nîmes (104/47)
- 1960–1961: FC Sochaux (1960/61 in D2, 1961/62: 6/3)
- spätestens Nov. 1961–1963: Stade Français Paris (63/22)
- 1963–1965: FC La Chaux-de-Fonds (als Spielertrainer)

### In der Nationalmannschaft
Im März 1959 berief Nationaltrainer Albert Batteux Henri Skiba gegen Belgien erstmals in die französische A-Nationalmannschaft. Gegen die Konkurrenz eines Just Fontaine, Raymond Kopa und seines Ex-Sturmpartners aus Nancy-Zeiten, Roger Piantoni, vermochte er sich in diesem Kreis aber nicht durchzusetzen. Deshalb fand er nicht einmal, als diese drei verletzungsbedingt absagen mussten, im Aufgebot für die Europameisterschaft 1960 Berücksichtigung; dort wurden ihm Maryan Wisnieski, Michel Stievenard und mit Lucien Muller erneut ein ehemaliger Mitspieler Skibas vorgezogen. Er trug lediglich noch bei zwei weiteren A-Länderspielen im Dezember 1961 (gegen Spanien und Bulgarien) den blauen Dress und blieb auch darin ohne eigenen Torerfolg.

## Trainerlaufbahn
Henri Skiba hat nach seinen beiden Jahren als Spielertrainer den FC La Chaux-de-Fonds noch zwei weitere Saisons trainiert, blieb auch während der folgenden Jahre in der Schweiz tätig, führte die Grasshopper Zürich (1967–1969) 1968 zur Vizemeisterschaft, betreute 1970 für einige Monate die Young Boys Bern sowie von 1971 bis 1973 den FC Biel-Bienne, mit dem er 1972 in die Nationalliga B absteigen musste. Anschließend ließ er sich wieder in Frankreich nieder, wo er – ohne zählbare Erfolge – noch zwei Zweitligisten trainierte: die AS Angoulême (1973–1977) und den FC Limoges (1978–1981).
Parallel dazu baute er dort in Moissannes im Limousin eine Forellenzucht auf, die noch in den 2010er Jahren seiner Familie gehörte. Henri Skiba starb in seinem 91. Lebensjahr in Limoges.

### Stationen
- 1963 bis 1967: FC La Chaux-de-Fonds
- 1967 bis 1969: Grasshopper Zürich
- 1970: Young Boys Bern
- 1971 bis 1973: FC Biel-Bienne
- 1973 bis 1977: AS Angoulême
- 1978 bis 1981: FC Limoges

## Palmarès

### Als Spieler
- Französischer Vizemeister 1958, 1959, 1960
- Schweizer Meister 1964
- Französischer Pokalfinalist 1958
- Schweizer Cupfinalist 1964

### Als Trainer
- Schweizer Vizemeister: 1968